# Fiera di Bologna

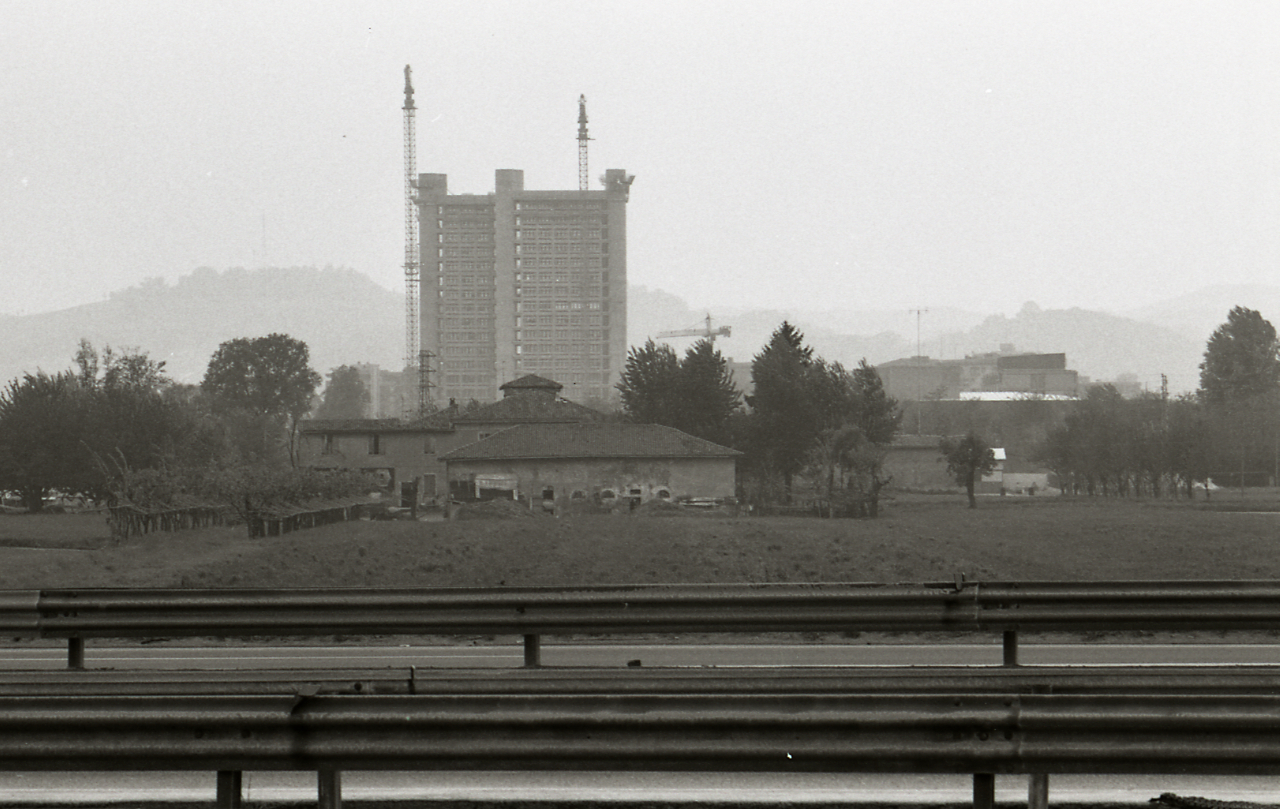
I grattacieli di Tange in costruzione nel 1980

La Fiera di Bologna è il polo fieristico della città e dell'area metropolitana di Bologna, sito nel Quartiere San Donato nella zona settentrionale della città e a ridosso della tangenziale.

## Storia
La storia della Fiera a Bologna parte dal XIX secolo. La prima fiera importante ospitata a Bologna fu la Grande Esposizione Emiliana nel 1888, ospitata nei Giardini Margherita e inaugurata da Umberto I con la consorte Margherita di Savoia e dal Presidente del Consiglio Francesco Crispi.
Nel 1901, nei locali dell'EDEN Kursal (l'attuale sede de I Portici Hotel in Via Indipendenza), si tenne la prima mostra Campionaria di Bologna.
L'anno d'avvio vero e proprio delle attività fieristiche fu il 1927. La fiera si svolse nel Littoriale, l'attuale stadio Dall'Ara, terminato proprio in quell'anno.
Nel 1947 nacque l'Ente Autonomo delle Fiere di Bologna che però non aveva ancora una sede espositiva fissa. Le fiere si tenevano fra il Parco della Montagnola e il Palazzo del Podestà.
Negli anni cinquanta si iniziò a pensare alla costruzione di una vera e propria sede per la Fiera; venne bandito un concorso a tal proposito, vinto dagli architetti Leonardo Benevolo, Tommaso Giura Longo e Carlo Melograni. I lavori iniziarono nel 1964 con la posa della prima pietra; nel 1965 il primo blocco ospitava, per la prima volta in una sede fissa, la 29ª Fiera Campionaria di Bologna. Fanno parte di questo nucleo storico i padiglioni 21, 22, 25, 26, 31, 32.
Una successiva importante aggiunta al quartiere fieristico di Bologna è stata compiuta nel 1972 a cura del noto architetto giapponese Kenzō Tange, a cui si deve anche il complesso dei grattacieli denominato Fiera District, sede di importanti uffici, inclusi il Consiglio e la Giunta regionali, e di cui l'ultimo, completato nel 2011, è il più alto del gruppo coi suoi 80 metri, per un totale di 20.000 m².
Negli anni 2000 Pierluigi Cerri firma il progetto per nuovi padiglioni (il 16-18 inaugurato nel 2004 e il 14-15, inaugurato nel 2008), aggiungendo ulteriori 60.000 metri quadrati di spazi coperti. Nel 2018 vengono inaugurati i padiglioni 29 e 30, ricostruiti ex novo al posto dei precedenti. Questi sono i primi di una serie di modifiche e aggiunte previste nel progetto di espansione firmato dallo studio Di Gregorio Associati. 
Nel 2002 l'Ente Autonomo della Fiera di Bologna è stato definitivamente privatizzato e trasformata in Bolognafiere Spa, che è il fulcro di un sistema fieristico regionale composto da tre poli espositivi: Bologna, Modena e Ferrara per un totale di circa 200.000 m² nel raggio di 30 chilometri.
Nel 2019 all'interno del padiglione 30 viene costruito un palazzetto dello sport temporaneo adibito alle gare casalinghe della Virtus Pallacanestro Bologna denominato Virtus Arena. 
Nel padiglione 35 verrà costruita la nuova area delle Virtus Pallacanestro da 12.000 posti, con lavori iniziati a fine aprile 2025 e conclusione prevista per novembre 2026, come da dichiarazioni del presidente Zanetti.
L'attuale presidente è Gianpiero Calzolari che, dal 27 luglio 2017, è succeduto a Franco Boni.

## Descrizione
Il Fiera District è formato da vari edifici costruiti nel corso degli anni, i cui principali sono le torri di Kenzō Tange.
Altri edifici importanti sono il padiglione polifunzionale e il centro servizi di Tommaso Giura Longo; il padiglione di ingresso di Enzo Zacchiroli; il Palazzo degli Affari di Leonardo Benevolo e Carlo Melograni, un tempo ospitante la borsa valori locale; la sede centrale del gruppo Unipol; l'edificio della Galleria comunale d'Arte moderna di Leone Pancaldi; il Palazzo dei Congressi di Melchiorre Bega.
Da segnalare inoltre la ricostruzione del Padiglione dell'Esprit Nouveau, avvenuta nel 1977 ad opera di Giuliano Gresleri e José Oubrerie.

### Ritrovamenti archeologici
A partire dai lavori degli anni '70 sono venute alla luce nell'area corrispondente alla fiera numerose testimonianze archeologiche dall'età del Rame (III millennio a.C.), fino all'epoca romana (I sec. a.C. - IV sec. d.C.). Il ritrovamento di maggiore interesse, avvenuto in corrispondenza della parte settentrionale dei padiglioni 14 e 15, è una grande necropoli della prima età del Ferro (IX - VIII sec. a.C.) appartenente alla cultura villanoviana.
Ulteriori scavi sono stati eseguiti tra il 2006 e il 2007.

## Statistiche

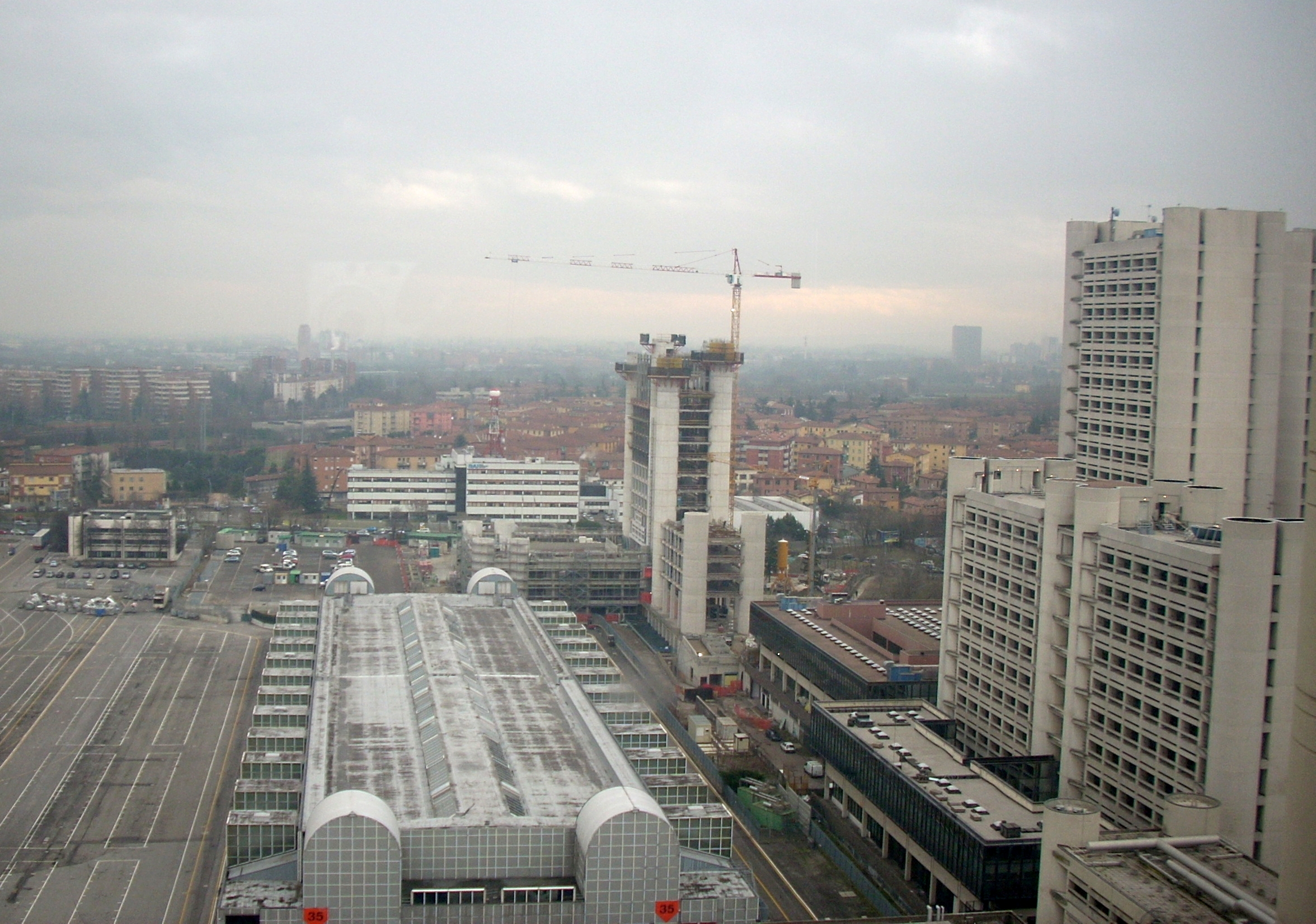
Veduta del distretto fieristico (2009).

Oggi la fiera di Bologna è un avanzato quartiere espositivo, con un'area complessiva di 375.000 m², tra zone coperte ed esterne e l'area totale dei servizi è di 36.000 m². Dispone di 18 padiglioni e di 5 ingressi indipendenti. A livello logistico, la Fiera di Bologna dispone di 14.500 posti auto coperti, un casello autostradale dedicato al fine di garantire l'ingresso diretto in fiera, evitando la tangenziale, un eliporto (situato sul tetto del padiglione 16-18) e una fermata ferroviaria.
- Area complessiva: 375.000 m²
- Numero torri: 7
- Altezza delle torri: 79 metri (Torri 1-2-3-4-5, con 21 piani) e 83 metri (Torri 6-7, con 22 piani)
- Posti auto: 14.500
- Media manifestazioni ogni anno: 27
- Espositori: 16.127
- Ingressi indipendenti: 5
- Visitatori professionali: 950.245

## Manifestazioni fieristiche
La società BolognaFiere S.p.A. ha un portfolio di oltre 75 manifestazioni in Italia e all'estero nei settori dell'Architettura e Costruzioni; Arte, Musica, Cultura e Design; Salute, Bellezza e Benessere; Alimentazione e Largo Consumo; Servizi e Tempo Libero; Agricoltura e Giardinaggio; Auto e Motori; Industria e Innovazione; Moda, Pelletteria e Calzature.
Tra queste, sono più di una decina le manifestazioni professionali leader mondiali che si tengono nel Quartiere fieristico bolognese: 
- Arte Fiera - Fiera Internazionale d'Arte Contemporanea.
- Autopromotec - Biennale Internazionale di Attrezzature e Prodotti per l'Industria Automotive.
- Bologna Children's Book Fair - Fiera del libro per ragazzi
- Cersaie - Salone Internazionale della ceramica per l'Architettura e dell'Arredobagno.
- Cosmoprof - Salone Internazionale della Profumeria, della Cosmesi, dell'Acconciatura, dell'Estetica, delle Unghie e delle Spa.
- Eima International - Esposizione Internazionale di Macchine per l'Agricoltura
- Lineapelle - Mostra Internazionale di pelli, accessori/componenti, sintetico/tessuti e modelli per calzatura, pelletteria, abbigliamento e arredamento (dal 2014 spostata a Milano).
- Motor Show - Salone Internazionale dell'Automobile (dal 2019 a Modena).
- Music Italy Show - Salone degli strumenti musicali, edizioni, pro-audio, dj, discografia.
- Saie - Salone Internazionale dell'Edilizia.
- Sana - Salone Internazionale del Biologico e del Naturale.
- Simac - TanningTech - Salone delle Macchine per Calzatura e Pelletteria - Salone delle Macchine per Conceria e Prodotti Chimici.
- Pasta Trend - Salone Internazionale della Pasta.
- Tanexpo - Esposizione Internazionale di Arte Funeraria e Cimiteriale.

Inoltre Bologna Fiere S.p.A., oltre che gestire il quartiere fieristico di Bologna, detiene il controllo del quartiere fieristico di Ferrara e Modena; per di più, è partner industriale della Nuova Fiera del Levante S.r.l. di Bari (di cui detiene il 15% del suo capitale sociale) ed organizza eventi fieristici in varie nazioni (Romania, India, Russia, Svizzera, Polonia, Filippine, Cina, Vietnam, Usa, Brasile, Tailandia, Malesia, Indonesia, Ungheria, Germania, Hong Kong, Colombia).

## Trasporti
Il quartiere fieristico è servito dalla rete di autobus urbani di TPER e dalla stazione di Bologna Fiere, generalmente non interessata dal transito di treni passeggeri, ma attiva in singole occasioni. Inoltre è presente un collegamento diretto con l'A14 tramite il casello di Bologna-Fiera.
Al 2021 è in corso lo studio di fattibilità tecnica ed economica per la realizzazione della linea 1 della nuova rete tranviaria di Bologna, la cui entrata in funzione è prevista per il 2026. La linea in progetto si estenderà per 16,5 km, collegando Borgo Panigale al Pilastro e passando per il centro storico, per la stazione di Bologna Centrale e per la Fiera, dove è previsto un capolinea intermedio presso il parcheggio di interscambio di Michelino.

## Assetto societario
| Soci BolognaFiere S.p.A.                  | n. azioni   | % sul totale |
| ----------------------------------------- | ----------- | ------------ |
| Camera di Commercio di Bologna            | 15.678.301  | 14,683%      |
| Città metropolitana di Bologna            | 12.051.931  | 11,287%      |
| Comune di Bologna                         | 15.704.021  | 14,707%      |
| Regione Emilia-Romagna                    | 12.344.537  | 11,561%      |
| GL events Italia S.p.A.                   | 8.174.741   | 7,656%       |
| Unindustria Bologna                       | 7.018.894   | 6,573%       |
| Promorest S.r.l.                          | 6.186.694   | 5,794%       |
| Fondazione Cassa di Risparmio in Bologna  | 5.258.158   | 4,924%       |
| Confartigianato Emilia-Romagna            | 4.460.948   | 4,178%       |
| ASCOM Provincia di Bologna                | 3.509.447   | 3,287%       |
| ANCE Bologna - Collegio Costruttori Edili | 3.509.447   | 3,287%       |
| Confcooperative Emilia-Romagna            | 3.178.885   | 2,977%       |
| L'Operosa S.c.r.l                         | 2.373.776   | 2,223%       |
| BPER Banca                                | 2.345.188   | 2,196%       |
| Carimonte Holding S.p.A.                  | 2.038.074   | 1,909%       |
| Assimpresa S.p.A.                         | 1.376.087   | 1,289%       |
| Emilbanca Credito Cooperativo             | 1.000.000   | 0,937%       |
| Confesercenti Regionale Emilia-Romagna    | 426.583     | 0,399%       |
| BolognaFiere S.p.A.                       | 144.288     | 0,135%       |
| Totale Azioni                             | 106.780.000 | 100,00%      |

### Partecipazioni azionarie
- Nuova Fiera del Levante S.r.l. di Bari: è detenuta per il'85% dalla Camera di Commercio di Bari e per il 15% da Bologna Fiere S.p.a. La Nuova Fiera del Levante S.r.l. ha la concessione di parte del Quartiere Fieristico di Bari, dove realizza le manifestazioni fieristiche e congressuali.[18]

### BolognaFiere e Italian Exhibition Group verso la fusione
In una nota, infatti, le due realtà hanno comunicato “di avere appreso che i rispettivi azionisti di riferimento e la Regione Emilia Romagna hanno condiviso e dichiarato formalmente il loro apprezzamento per il Progetto e dell’intenzione da parte della Regione Emilia Romagna di assumere un ruolo di maggiore rilevanza nel futuro azionariato della Combined Entity”. Pertanto Italian Exhibition Group S.p.A. e Bologna Fiere S.p.A., “nella convinzione della valenza industriale del Progetto”, assicurano che “si adopereranno sin da subito per predisporre la documentazione necessaria che tenga conto di quanto comunicato dai soci nonché delle attività già svolte”. Qualora la fusione dovesse concludersi, il nuovo gruppo fieristico diverrebbe leader a livello nazionale e internazionale nel settore (prima società in Italia e terza in Europa).